# María Paz García-Gelabert Pérez
María Paz García-Gelabert Pérez es una historiadora y arqueóloga española, investigadora de la  Historia Antigua de la península ibérica, especialista en iconografía religiosa en mosaicos romanos y otros soportes.

## Biografía
María Paz García-Gelabert Pérez es historiadora y arqueóloga, trabajó como profesora del Departamento de Historia Antigua y la Cultura Escrita (Departament d’Història de l’Antiguitat i la Cultura Escrita) de la Facultad de Geografía e Historia de la Universidad de Valencia, del 3 de septiembre de 1992 a 31 de agosto de 2012. En 2013 ha dado un curso de Historia en el Aula de Humanidades de Guadarrama.
Actualmente está en el Grupo de Innovación de Recursos en Historia Antigua de la Universidad de Valencia.
Entre sus numerosas publicaciones, se aprecia una larga colaboración con el profesor José María Blázquez Martínez con especial dedicación a la iconografía en los mosaicos romanos y de otras épocas anteriores.
Como arqueóloga ha excavado en Cástulo (Jaén), y ya en 1984 publicó junto al Profesor Blázquez y a Fernando López Pardo un trabajo sobre la Evolución del patrón de asentamiento en Cástulo. Posteriormente ha publicado diversos trabajos sobre este yacimiento, aunque también ha trabajado en otros yacimientos como el de la villa romana de Catarroja, Valencia o el poblado celtibérico de la Cabezuela (Zoarejas, Guadalajara).
También ha colaborado con el profesor José Alcina Franch, del Departamento de Antropología y Etnología de América, de la Universidad Complutense de Madrid en el análisis de materiales como los realizados en el asentamiento prehispánico de Atacames, Ecuador, en las excavaciones llevadas a cabo por la Misión Arqueológica Española en Ecuador.
Otros de los aspectos que ha tratado ha sido la religiosidad y los ritos de enterramiento de los pueblos celtíberos e íbero, así como los elementos que se reutilizan y perviven en la simbología funeraria de las estelas autóctonas hispanas e hispanorromanas como en la excavación de la Cueva del Valle en Rasines, Cantabria o la supervivencia de motivos decorativos prerromanos en Riocastiello (Tineo, Asturias).